# La Générosité des dames romaines
La Générosité des dames romaines est un tableau de Louis Gauffier, peint en 1790 et conservé actuellement à Poitiers. Il est habituellement présenté au musée Sainte-Croix de cette ville.

## Description
Dans une vaste salle, un cortège de neuf femmes, jeunes ou vieilles, accompagnées d'enfants ou seules, se déploie. Elles forment un frise d'expressions et d'attitudes variées. Derrière elles, une statue d'une déesse, les protègent, au fond une architecture est rythmée de colonnes. Face à elles, huit hommes, dont un soldat, les accueillent, trois d'entre eux assis à une table de marbre notent pour la postérité leurs dons, derrière un haut mur courbe vient bloquer la perspective.

## Contextes
Ce thème prend forme quand le 7 septembre 1789, suivant l'exemple de leurs lointaines aînées, des femmes et filles d'artistes conduites par Madame Jean Guillaume Moitte, vinrent apporter leurs bijoux à l'Assemblée nationale en vue de combler la dette.

## Histoire
Peint et achevé par Gauffier à Rome fin 1790, le tableau est présenté au Salon en 1791.

## Œuvres en rapport
- Nicolas Guy Brenet, tableau datant de 1791.
- Jacques Gamelin, Narbonne, musée des Beaux-arts.